# Pahasu
Pahasu é uma cidade e uma nagar panchayat no distrito de Bulandshahr, no estado indiano de Uttar Pradesh.

## Geografia
Pahasu está localizada a 28° 11′ N, 78° 03′ L. Tem uma altitude média de 187 metros (613 pés).

## Demografia
Segundo o censo de 2001, Pahasu tinha uma população de 17,116 habitantes. Os indivíduos do sexo masculino constituem 53% da população e os do sexo feminino 47%. Pahasu tem uma taxa de literacia de 48%, inferior à média nacional de 59.5%: a literacia no sexo masculino é de 57% e no sexo feminino é de 38%. Em Pahasu, 17% da população está abaixo dos 6 anos de idade.